# Walter Crommelin
Walter Crommelin (Róterdam, 19 de agosto de 1948) es un actor y pianista neerlandés. Es reconocido por interpretar a Victor Emanuel Rodenmaar en la serie de televisión juvenil Het Huis Anubis.

## Biografía
Es hijo de Hendrik Otto Helmut Crommelin (1918-2007) y Gerrie Breunisse (1918-2009). Su primera esposa fue la pintora Liesbeth Kraaijpoel. En 1997 contrajo matrimonio con Sanna Edens, con quien tiene una hija.
Estudió en los conservatorios de Ámsterdam y Ginebra después de la escuela. Se desempeñó como pianista de concierto desde 1973 hasta 1975. Durante algún tiempo fue pianista de concierto, pero después de tocar con Elise Hoomans en 1978, comenzó una carrera de actor. En 1980 interpretó el programa en solitario Vleugellam. Como actor, Crommelin participó en varias series de televisión, algunas de ellas, producciones de Wim T. Schippers, como De lachende scheerkwast (en la que debutó como actor) y We zijn weer thuis.
También participó en varias series para niños, interpretó a Vader Tekelenburg en Mijn Franse tante Gazeuse, al director Bomhoff en Loenatik y a Victor Emanuel Rodenmaar en la serie juvenil Het Huis Anubis y en sus películas. Además, interpretó a Hopjes, el mayordomo del Sr. Harmsen en la serie de comedia Toen was geluk heel gewoon.

## Carrera

### Televisión
- 1981-1982 De lachende scheerkwast - Bert van Zutphef
- 1984 - Opzoek naar Yolanda - Bert van Zutphen
- 1986 - Plafond over de vloer - C. van Benthem
- 1989-1994 - We zijn weer thuis - Gerard Smulders
- 1989 - Mag het iets meer zijn? - Rol desconocido
- 1989 - Beppie - Kees & patiënt Kees
- 1991 - Mevrouw Ten Kate - Meneer de Bom
- 1991 - In voor- en tegenspoed -
- 1992 - 12 steden, 13 ongelukken - Ton
- 1993 - Niemand de deur uit! - Fiscal
- 1994 - Toen was geluk heel gewoon - Hopjes, el mayordomo del señor Harmsen
- 1994 - Kats & Co -
- 1994 - Seth en Fiona - Padre
- 1996 - Mijn Franse tante Gazeuse - Vader Tekelenburg
- 1996 - De jurk - Organista
- 1997 - Loenatik - Director Bomhoff
- 1998 - Flodder Henri
- 1998 - Otje - Doctor Spijker
- 2000 - Baantjer - Rupert Barendrecht
- 2000 - Wildschut & De Vries - Frits Majoor
- 2002 - Ernstige delicten - Golfer
- 2002 - Schiet mij maar lek - Terapeuta
- 2003 - SamSam - J.B. Penninck (1 episodio)
- 2004 - Verdwaald - Granjero
- 2004 - Ibbeltje - Padre de la novia de Ibbeltje Braakensiek
- 2005 - Keyzer en De Boer Advocaten
- 2006-2009 - Het Huis Anubis - Victor Emanuel Rodenmaar Junior
- 2006 - Evelien - Herbert-Jan
- 2007 - Shouf Shouf! de serie - Profesor Mortier
- 2014 - In Den Gulden Draeck - Proculus de Pastelkleurige

### Cine
- 1980 - De dans der vierkanten waarin opgenomen Elly, of het beroemde stuk - Spreker
- 1984 - Het wonder van Rotterdam -
- 1986 - Blindeman - Chef
- 1987 - Nitwits - Chico del comercial
- 1988 - De bruine jurk - Camarero
- 1990 - De gulle minnaar - Director de televisión
- 1995 - Filmpje! - Karel Haanstra
- 1997 - Hot dogs - Bruno
- 2002 - Loenatik de Moevie - Director Bomhoff
- 2004 - Ellis in Glamourland - Conductor Meindert Jan
- 2004 - Feestje - Klaas-Jan de Bonfrère
- 2008 - Alibi - Bombero
- 2008 - Anubis en het Pad der 7 Zonden - Victor Emanuel Rodenmaar Junior
- 2011 - Zieleman - Doctor Huisman
- 2014 - Toen was geluk heel gewoon (film) - Hopjes, el mayordomo del señor Harmsen
- 2014 - Loenatik, te gek - Exdirector, ahora teniente Alcalde Bomhoff

### Radio
- 2004 - Het Bureau - Buitenrust Hettema (2004-2006)
- 2007 - Hoorspel Bommel - Alcalde Dickerdack

### Publicidad
- Albert Heijn - voz
- Abn amro - voz
- Cap Gemini - voz
- NS - voz
- Shell - voz
- Citroën - voz
- de Belastingdienst- voz